# Dysdera guayota
Dysdera guayota este o specie de păianjeni din genul Dysdera, familia Dysderidae, descrisă de Arnedo și Ribera, 1999.
Este endemică în Insulele Canare. Conform Catalogue of Life specia Dysdera guayota nu are subspecii cunoscute.